# 親善人形

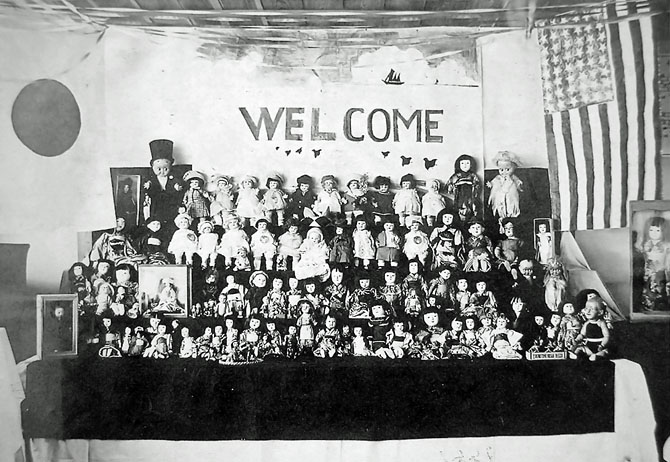
アメリカから送られた青い目の人形と歓迎のために飾られた日本人形。鴻巣雛の産地で知られる鴻ノ巣町にて。（1927年）

親善人形（しんぜんにんぎょう）とは、文化の面で互いの国及び人物との友好を深め、紛争を回避し、平和を維持することを目的とするべく、友情の証として贈られる人形のこと。友情人形・人形使節とも呼ぶ。交流の形式は国家レベルから草の根運動まで様々である。日本では昭和初期にアメリカとの間に繰り広げられた「青い目の人形」の人形交流を指すことが多い。
贈られた人形に対し、相手の国や人物へお礼のために贈る人形は「答礼人形（とうれいにんぎょう）」と呼ばれる。

## 親善人形の歴史（近代まで）
世界における人形贈呈の歴史は14世紀まで遡り、西洋の国々の間ではファッションドールの寄贈が行われていたことが知られている。当時の人形贈呈の意義としては二国間の親善というよりは、自国の女性のファッションの着こなしを伝えるためのものだとされていた。20世紀に入ると、人形交流はフランス・ロシア間での玩具の取引をはじめとしたものを端緒として、古くから人形の文化に慣れ親しんだ日本の外交にも少なからず影響を与えることになった。

## 親善人形を伴う交流の日本の事例

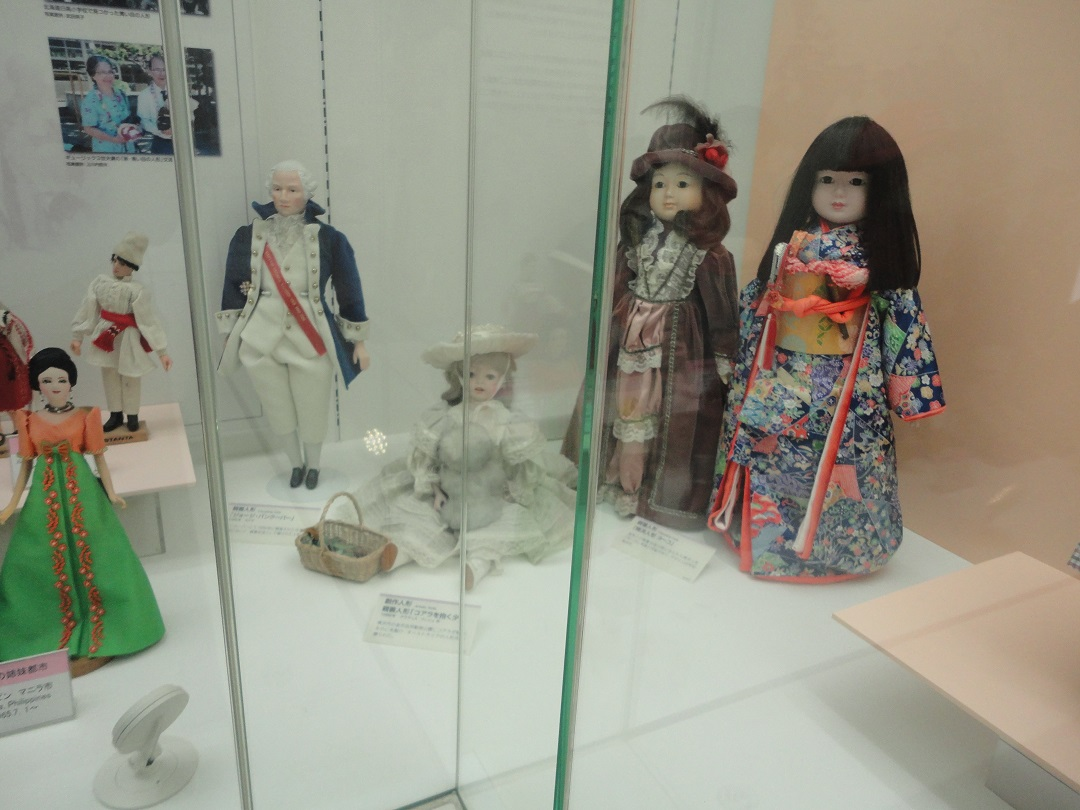
親善人形の一例。左と中央は1986年にカナダとオーストラリアから贈られた人形で、右の2体はヨーコと呼ばれる人形（横浜人形の家・展示）

日本の場合、幕末にアメリカの黒船が来航した際の贈り物として少数の人形が贈呈されたり、明治期にロシアやドイツの要人への人形の贈呈や、フランスからの人形の請願があった等の数例にすぎなかった。日露戦争以降に関してはさまざまな親睦団体が出現して、文化の面での国同士の小規模な交流が行われてはいたものの、スポーツの親善試合ほどの規模の交流はまだ実現されておらず、人形交流においても大正時代にローマ法王庁に雛祭りの風習を知ってもらうために雛人形を献納したり、万国博覧会に人形を出品したりするなど、日本の文化を紹介する程度で、人形交流が本格的に行われるのはアメリカからの友情人形の贈答以降になる。人形交流は太平洋戦争以前に頻繁に行われ、後述の事例の他、昭和6年(1931年)4月8日にシャム国王族に市松人形が日本の皇后より寄贈されたのをはじめ、少年赤十字団などを通じて朝鮮（1931年2月、民族間の交流として）やハンガリー（1933年8月）、アメリカ及びブラジル（同12月）、フィンランド（1934年11月）、フランス（1935年9月）、ドイツ（同12月）・イタリア（1937年12月）、アルゼンチン及びウルグアイ（1939年）などに市松人形や雛人形が贈られた。日本女子大学の校長の井上秀は、同校長を務め「青い目の人形」を通じてのアメリカとの友好を図った渋沢栄一に影響され、人形交流を重要視して海外に人形を贈り、返礼として、ドイツ（1936年）やフィンランド（1938年）から答礼人形を戴いている（人形は現在行方不明）。
- 日米交流の友情人形
  - 詳細は「青い目の人形」を参照のこと。
  - 昭和2年（1927年）3月、アメリカが日本との軋轢を避けるべく、民間の慈善団体による呼びかけで、児童が持ち寄った友情人形（通称：青い目の人形）を日本に贈ることにより、日米間の友好を図った。同年暮れに日本側も返礼として各地区の代表となる市松人形（答礼人形）をアメリカへ寄贈した。日米開戦により、日本に贈られた友情人形が敵国人形とみなされ、大半が失われたものの、戦後に辛うじて残った人形の発見を経て、日米間の人形交流が継続されている。

- 日満親善の人形
  - 昭和8年（1933年）5月24日、60体の市松人形の送別会が日比谷公会堂で行われ、5月27日～6月13日にかけて、36体の人形（この頃から日本を代表する人形使節として「やまと人形」と呼ばれた）が満州国へ寄贈され、新京などの地域へ配布された[4][5]。満州国へはこれ以外にも度々人形が贈られている。

- ニューヨーク・東京間の親善人形
  - 昭和10年（1935年）8月にニューヨーク市長から東京市長宛に友好の証として等身大の人形「ミスター&ミセス・アメリカ」が渡日。日本側の等身大の人形の出迎えを受けた後、日本の各地域を訪問し、アメリカへ帰国した[6]。

- 防共親善人形
  - 1936年から1937年にかけて日本はドイツやイタリア間で「日独伊防共協定」を結び、その中で国際人形協会により、ヒトラーやムッソリーニらに日本人形が寄贈されたほか、1938年2月に『防共親善の日』を記念し、ドイツやイタリア、満州国、スペインの大使に人形が寄贈された[1]。返礼として、ドイツ大使館から千葉県の東金高等女学校へドイツ女学生の人形が贈られた。

終戦後も様々な形式で親善人形を伴う交流が行われている。
- アメリカへの人形使節
  - 1953年に戦後アメリカからもたらされた数々の好意に対し、アメリカのトルーマン大統領夫人やマッカーサー元帥夫人らへ人形が贈られた[1]。

- アジアへの人形使節
  - 1952年には日本独立を記念して、タイやフィリピン、インド、インドネシアの各国代表に73体の人形が寄贈された[1]。

- 「世界友の会」による人形交流
  - 1948年に2人の篤志家により親善や友好・文化交流を目的として設立された「世界友の会」は、世界各国に人形などのさまざまな産物を交換し、中でも人形に関しては1963年までにのべ65か国への寄贈に対し、54か国から350体ほどが返礼の人形として贈られた[1][7]。

- 平和大使人形
  - 国際児童年にあたる昭和54年（1979年）、衆議院議員（当時）の園田天光光の呼びかけで児童らの1円募金や企業・法人の寄付により、「平和大使人形（大和太郎・花子）」（市松人形、一組当り50万円、計3,500万円[8]）100体が世界100カ国に寄贈され、答礼として57カ国からそれぞれの国の人形117体が日本に贈られた[9][10][11]。元々は1978年に東京の三越で「青い目の人形」の展示会が行われた際、「どうしてここには日本とアメリカの旗しかないの?」と来場した子供に尋ねられ、これを聞いた園田が世界の国々に人形を贈ろうとした事が発端になっている[11]。これらの人形は、平成25年（2013年）にオープンした『天草市立天草コレジヨ館』に展示されている。

- 横浜からの人形使節
  - 昭和58年（1983年）春、横浜市民から集められた600体余りの手作りの人形がヨーロッパ各地へ、そして翌年には北米各地域に贈られた[12]。横浜人形の家開館式には、人形を受け取った人たちも出席している。

- からくり人形
  - 平成17年（2005年）に九代目玉屋庄兵衛が『茶運人形』を大英博物館に寄贈した他、世界各地域にてからくり人形を披露している[13]。

- ケネディ家との人形交流
  - 1962年、当時のジョン・F・ケネディアメリカ大統領に北海道北見市の一般人より雛人形が寄贈され、返礼として2016年3月1日に長女のキャロライン・ケネディ駐日米大使より1930年代のスタイルのアメリカ人形「キット・キトリッジ」が贈られた[14]。同様の人形は、昭和2年にアメリカへ贈られた答礼人形「ミス静岡（富士山三保子）」が静岡県へ里帰りした際にも県知事に寄贈された[15]。